# Medicina china tradicional
La medicina china tradicional (MCT) o medicina tradicional china (MTC), también conocida simplemente como medicina china (en chino tradicional, 中醫; en chino simplificado, 中医; pinyin, zhōngyī) es una práctica médica alternativa derivada de las prácticas médicas tradicionales de la antigua China a las cuales se integraron aspectos de la medicina occidental en la década de 1950 bajo el patrocinio del gobierno chino.Las prácticas y terminología de la MTC fueron sistematizados por el Partido Comunista Chino (PCCh), que acuñó el término "medicina tradicional china" en 1955. La misma fue luego promovida como barata y popular durante la Revolución Cultural de la década de 1960. Se la ha descrito como "cargada de pseudociencia", y la mayoría de sus tratamientos no tienen un mecanismo de acción lógico con bases científicas.
La MTC hace referencia a textos clásicos como el Huangdi Neijing (El canon interno del emperador amarillo) y el Bencao Gangmu (Compendio de Materia Médica) de donde extrae, entre otros, los conceptos de yin-yang y la doctrina de los cinco elementos para fundamentar sus bases. Incluye también varias formas de medicina herbaria, así como acupuntura, terapia con ventosas, gua sha, masaje (tui na), ejercicio (qigong) y terapia dietética, siendo ampliamente utilizada en la sinosfera. Uno de sus principios básicos es que la energía vital del cuerpo (ch'i o qi) circula a través de canales llamados meridianos que tienen ramas conectadas a órganos y funciones corporales. Sin embargo es importante hacer notar que el concepto de energía vital es pseudocientífico, y la investigación científica no ha encontrado ninguna prueba histológica o fisiológica que respalde los conceptos tradicionales chinos de qi, o meridianos. Los conceptos del cuerpo y de la enfermedad utilizados en la MTC reflejan sus orígenes antiguos y su énfasis en los procesos dinámicos sobre la estructura material, tiene similitudes con la teoría humoral clásica.
La demanda de medicinas tradicionales en China ha sido un importante generador de contrabando ilegal de vida silvestre, relacionado con la matanza y el contrabando de animales en peligro de extinción como es el caso de aquellos remedios basados en cuernos de rinoceronte, cuernos de saiga o huesos de tigre, los cuales tienen su origen en supersticiones asociadas a estos animales por la fuerte carga simbólica derivada de su tamaño o su fiereza, y que están llevando a la extinción a varias especies del planeta.

## Historia

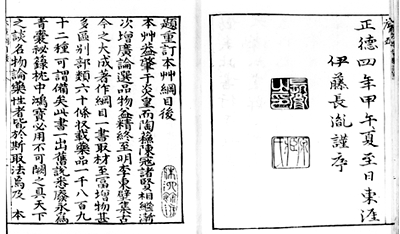
El Compendio de Materia Médica es un texto farmacéutico escrito por Li Shizhen (1518-1593 EC) durante la dinastía Ming de China. Esta edición se publicó en 1593.

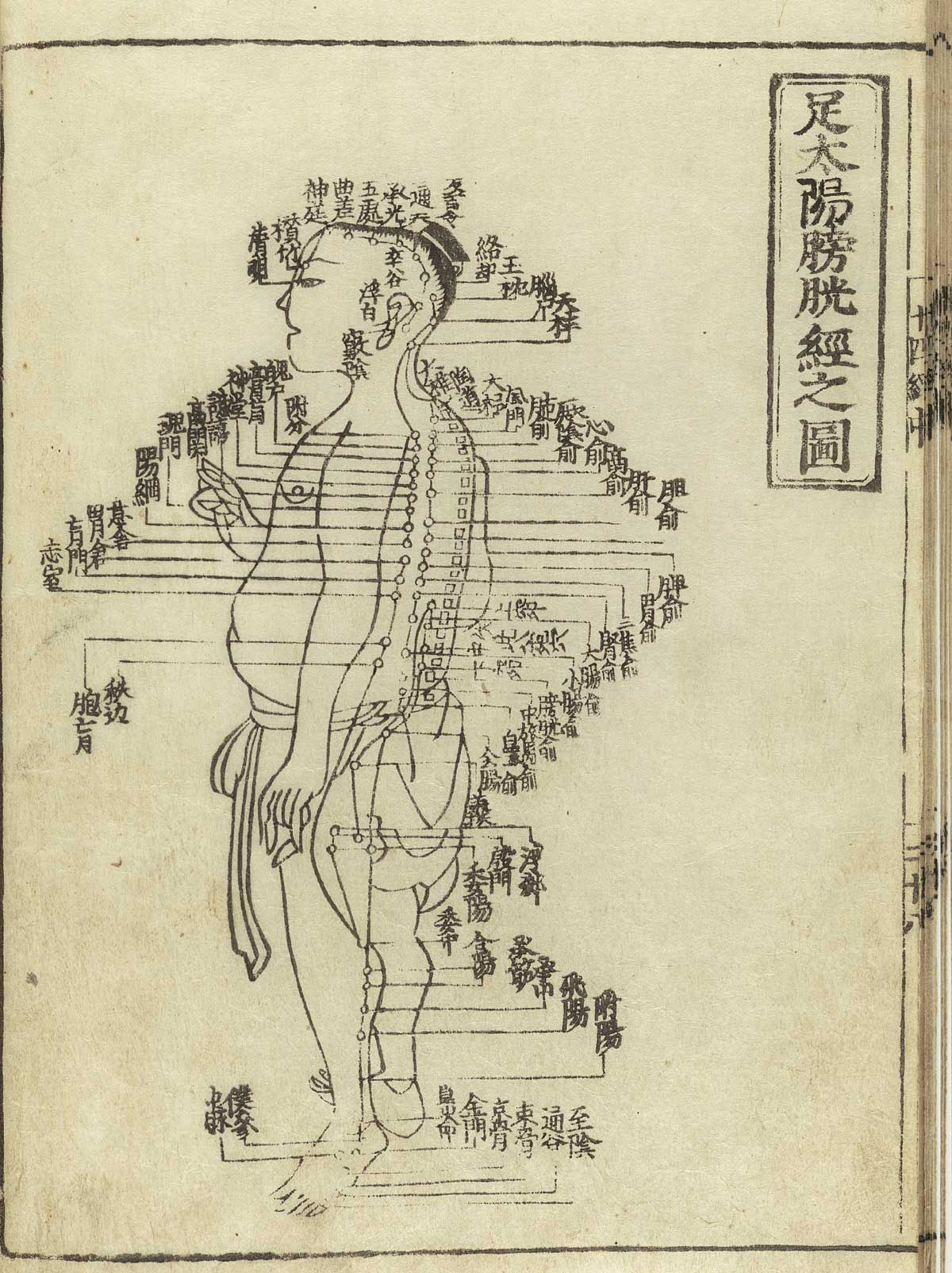
Gráfico de acupuntura de Hua Shou (fl. 1340, dinastía Yuan). Esta imagen representa Shi si jing fa hui (La expresión de los Catorce Meridianos). (Tokio: Suharaya Heisuke kanko, Kyoho gan 1716).

La medicina en la China tradicional abarcaba una gama de prácticas curativas y de salud -en ocasiones contradictorias unas con otras-, creencias populares, teoría literaria y filosofía confuciana, remedios a base de hierbas, alimentos, dieta, ejercicio, especializaciones médicas y escuelas de pensamiento. A principios del siglo XX, los modernizadores culturales y políticos chinos trabajaron para eliminar las prácticas tradicionales como atrasadas y anticientíficas. Luego, los practicantes tradicionales seleccionaron elementos de la filosofía y la práctica y los organizaron en lo que llamaron "medicina china" (Zhongyi). En la década de 1950, el gobierno chino patrocinó la integración de la medicina china y occidental, y en la Gran Revolución Cultural Proletaria de la década de 1960, promovió la medicina china como barata y popular. Tras la apertura de relaciones entre Estados Unidos y China a partir de 1972, hubo un gran interés en Occidente por lo que ahora se denomina medicina tradicional china (MTC).
Los estudiosos de la historia de la medicina en China distinguen sus doctrinas y prácticas de las de la MTC actual. Como señala Ian Johnson, el término "Medicina tradicional china" fue acuñado por "propagandistas del partido" y apareció por primera vez en inglés en 1955. Nathan Sivin critica los intentos de tratar la medicina y las prácticas médicas en la China tradicional como si fueran un solo sistema cohesivo. En cambio, dice, hubo 2.000 años de un "sistema médico en crisis" y habla de un "mito de una tradición médica inmutable". Él insta a que "la medicina tradicional traducida puramente a los términos de la medicina moderna se vuelve en parte sin sentido, en parte irrelevante y en parte errónea; eso también es cierto al revés, un punto que fácilmente se pasa por alto". TJ Hinrichs observa que las personas en las sociedades occidentales modernas dividen las prácticas curativas en biomedicina para el cuerpo, psicología para la mente y religión para el espíritu, pero estas distinciones son inadecuadas para describir los conceptos médicos históricos en la cultura china y, hasta ciertopunto, en la actualidad.
El antropólogo médico Charles Leslie escribe que las medicinas tradicionales china, greco-árabe e india se basaban en sistemas de correspondencia que alineaban la organización de la sociedad, el universo, el cuerpo humano y otras formas de vida en un "ordenamiento que lo abarca todo". Cada uno de estos sistemas tradicionales estaba organizado con cualidades como el calor y el frío, la humedad y la sequedad, la luz y la oscuridad, cualidades que también alinean las estaciones, las direcciones de la brújula y el ciclo humano de nacimiento, crecimiento y muerte. Estos proporcionaban, afirma Leslie, una "forma integral de concebir patrones que atraviesan toda la naturaleza" y "sirvieron como un dispositivo clasificatorio y mnemotécnico para observar problemas de salud y reflexionar, almacenar y recuperar el conocimiento empírico". Sin embargo también se encontraban "sujetos a una elaboración teórica embotadora, al autoengaño y al dogmatismo".
Las doctrinas de la medicina china tienen sus raíces en libros como el Canon interno del Emperador Amarillo y el Tratado sobre daños por frío, así como en nociones cosmológicas como el yin-yang y las cinco fases. La documentación de materia médica china se remonta a alrededor del año 1100 a. C., cuando solo se describían unas pocas docenas de medicamentos. A finales del siglo XVI, el número de drogas documentadas se acercaba a las 1.900. A finales del siglo XIX, los registros publicados habían llegado a 12.800 fármacos. A partir de la década de 1950, estos preceptos se estandarizaron en la República Popular China, incluidos los intentos de integrarlos con las nociones modernas de anatomía y patología. En la década de 1950, el gobierno chino promovió una forma sistematizada de TCM.

### Historiografía de la medicina china
Los historiadores han notado dos aspectos clave de la historia médica china: comprender las diferencias conceptuales al traducir el término身, y observar dicha historia desde la perspectiva de la cosmología más que de la biología.
En los textos clásicos chinos, el término 身 es la traducción histórica más cercana a la palabra "cuerpo" porque a veces se refiere al cuerpo humano físico en términos de ser pesado o medido, pero el término debe entenderse en realidad como un "conjunto de funciones" que abarca tanto la psique humana como las emociones. Este concepto del cuerpo humano se opone a la dualidad europea de una mente y un cuerpo separados. Es fundamental que los académicos comprendan las diferencias fundamentales en los conceptos del cuerpo para conectar la teoría médica de los clásicos con el "organismo humano" que está explicando.: 20 
Los eruditos chinos establecieron una correlación entre el cosmos y el "organismo humano". Así, los componentes básicos de la cosmología, qi, yin yang y la teoría de las Cinco Fases, se utilizaron para explicar la salud y la enfermedad en textos como Huangdi neijing. Yin y yang son los factores cambiantes en la cosmología, con qi como la fuerza vital o energía de la vida. La teoría de las Cinco Fases Wu Xing de la dinastía Han contiene los elementos madera, fuego, tierra, metal y agua. Al comprender la medicina desde una perspectiva cosmológica, los historiadores comprenden mejor las clasificaciones médicas y sociales chinas, como el género, que se definía por una dominación o remisión del yang en términos del yin.
Estas dos distinciones son imperativas cuando se analiza la historia de la ciencia médica tradicional china.
La mayor parte de la historia médica china escrita después de los cánones clásicos se presenta en forma de estudios de casos de fuentes primarias donde los médicos académicos registran la enfermedad de una persona en particular y las técnicas de curación utilizadas, así como su eficacia. Los historiadores han señalado que los eruditos chinos escribieron estos estudios en lugar de "libros de recetas o manuales de consejos" ya que en su comprensión histórica y ambiental, no había dos enfermedades iguales, por lo que las estrategias de curación del médico eran únicas y específicas cada vez para el diagnóstico específico de cada paciente. Los estudios de casos médicos existieron a lo largo de la historia de China, pero el "historial de casos publicado y escrito individualmente" fue una creación destacada de la dinastía Ming. Un ejemplo de tales estudios de casos sería la colección de 93 casos del médico literato, Cheng Congzhou, publicada en 1644.

### Dinastía Shang
Los rastros de actividades terapéuticas en China datan de la dinastía Shang (siglos XIV-XI a. C.). Aunque los Shang no tenían un concepto de "medicina" diferenciado de otras prácticas de salud, sus inscripciones oraculares en huesos y caparazones de tortuga se refieren a enfermedades que afectaron a la familia real Shang: trastornos oculares, dolores de muelas, abdomen hinchado, etc. Las élites Shang solían atribuir estas dolencias a maldiciones enviadas por sus antepasados. Actualmente no hay evidencia de que la nobleza Shang haya usado remedios herbales.
Las agujas de piedra y hueso encontradas en tumbas antiguas llevaron a Joseph Needham a especular que la acupuntura podría haberse practicado durante la dinastía Shang. Sin embargo, la mayoría de los historiadores actuales hacen una distinción entre la punción médica (o sangría) y la acupuntura en el sentido más estricto de usar agujas de metal para intentar tratar enfermedades estimulando puntos a lo largo de los canales de circulación energética ("meridianos") de acuerdo con creencias relacionadas con el circulación de "Qi". La evidencia más antigua de la acupuntura entendida de esta manera data del segundo o primer siglo a. C.

### Dinastía Han
El Canon Interno del Emperador Amarillo (Huangdi Nei Jing), el tratado reconocido más antiguo de la teoría médica china, fue compilado durante la dinastía Han alrededor del siglo I a. C. sobre la base de textos más breves de diferentes linajes médicos. Escrito en forma de diálogos entre el legendario Emperador Amarillo y sus ministros, ofrece explicaciones sobre la relación entre los humanos, su entorno y el cosmos, sobre el contenido del cuerpo, la vitalidad y patología humanas, sobre los síntomas de las enfermedades, y sobre cómo tomar decisiones diagnósticas y terapéuticas a la luz de todos estos factores. A diferencia de textos anteriores como "Recetas para cincuenta y dos dolencias", el cual fue excavado en la década de 1970 en la tumba de Mawangdui que había sido sellada en 168 a. C., el Canon interno rechaza la influencia de los espíritus y el uso de la magia. También fue uno de los primeros libros en que las doctrinas cosmológicas de Yinyang y las Cinco Fases se llevaron a una síntesis madura.
El Tratado sobre trastornos causados por el frío y enfermedades diversas (Shang Han Lun) fue recopilado por Zhang Zhongjing en algún momento entre 196 y 220 d. C. al final de la dinastía Han. Centrándose en la prescripción de medicamentos en lugar de la acupuntura, fue el primer trabajo médico en combinar los conceptos de Yinyang y las Cinco Fases con terapia farmacológica. Este formulario también fue el primer texto médico público chino en agrupar los síntomas en "patrones" clínicamente útiles (zheng 證) que podrían servir como objetivos para la terapia. Después de haber sufrido numerosos cambios a lo largo del tiempo, el formulario ahora circula como dos libros distintos: el Tratado sobre los trastornos causados por el frío y las Recetas esenciales del ataúd dorado, que se editaron por separado en el siglo XI, bajo la dinastía Song.
El Nanjing o "Clásico de problemas difíciles", originalmente llamado "Los ochenta y un Nan Jing del emperador amarillo", atribuido a Bian Que de la dinastía Han del este. Este libro fue compilado en forma de explicaciones de preguntas y respuestas. En él se discuten un total de 81 preguntas. Por lo que también se le llama "Ochenta y un nan". El libro se basa en la teoría básica y también analiza algunos certificados de enfermedades. Las preguntas uno a veintidós se refieren al estudio del pulso. Las preguntas veintitrés a la veintinueve se refieren al estudio de meridianos. Las preguntas treinta a la cuarenta y siete se relacionan con enfermedades urgentes. Las preguntas cuarenta y ocho a la sesenta y uno se relacionan con enfermedades graves. Las preguntas sesenta y dos a sesenta y ocho se relacionan con los puntos de acupuntura. Y, finalmente las preguntas sesenta y nueve a ochenta y uno se relacionan con los métodos de punto para agujas.
A este libro se le acredita haber desarrollado  su propio camino, al mismo tiempo que hereda las teorías de Huangdi Neijing. El contenido incluye fisiología, patología, diagnóstico, métodos de tratamiento y una discusión más esencial y específica del diagnóstico por medio del pulso. Se ha convertido en uno de los cuatro clásicos de los que aprenden los profesionales de la medicina china y ha impactado el desarrollo médico en China.
Shennong Ben Cao Jing es uno de los primeros libros de medicina escritos en China. Escrito durante la dinastía Han del Este entre 200 y 250 d. C., fue el esfuerzo combinado de los practicantes de las dinastías Qin y Han quienes resumieron, recolectaron y compilaron los resultados de la experiencia farmacológica durante sus períodos. Fue el primer resumen sistemático de la medicina herbaria china. La mayoría de las teorías farmacológicas planteadas en él, así como las reglas de compatibilidad y el principio propuesto de las "siete emociones y la armonía" han desempeñado un papel en la práctica de la medicina china durante miles de años. Por ello se lo considera un libro de texto para trabajadores médicos en la China moderna. En la actualidad es posible encontrar en línea el texto completo de Shennong Ben Cao Jing traducido al inglés.

### Posterior a la dinastía Han
En los siglos que siguieron, varios libros más breves intentaron resumir o sistematizar el contenido del Canon Interior del Emperador Amarillo. El Canon de los Problemas (probablemente del siglo II d. C.) trató de reconciliar las doctrinas divergentes del Canon Interior y desarrolló un sistema médico completo centrado en la terapia con agujas. El Canon AB de Acupuntura y Moxibustión (Zhenjiu jiayi jing 針灸甲乙經, compilado por Huangfu Mi en algún momento entre 256 y 282 d. C.) reunió un cuerpo consistente de doctrinas sobre la acupuntura; mientras que el Canon del Pulso (Maijing 脈經; C. 280) se presentó como un "manual completo de diagnóstico y terapia".
Alrededor de 900-1000 d. C., los chinos fueron los primeros en desarrollar una forma de vacunación, conocida como variolación o inoculación, para prevenir la viruela. Los médicos chinos se dieron cuenta de que cuando las personas sanas estaban expuestas al tejido de la costra de la viruela, tenían menos posibilidades de infectarse con la enfermedad más adelante. Los métodos comunes de inoculación en ese momento consistían en triturar las costras de viruela hasta convertirlas en polvo y respirarlo por la nariz.

### República popular
En 1950, el presidente del Partido Comunista Chino (PCCh), Mao Zedong, anunció su respaldo a la medicina tradicional china, aunque existen evidencias de que personalmente no creía en ella ni la usaba. En 1952, el presidente de la Asociación Médica China dijo que "¡Esta Medicina Única tendrá su base en las ciencias naturales modernas, habrá absorbido lo antiguo y lo nuevo, lo chino y lo extranjero, todos los logros médicos, y será la nueva medicina de China!"
Durante la Revolución Cultural (1966–1976), el PCCh y el gobierno enfatizaron la modernidad, la identidad cultural y la reconstrucción social y económica de China y las contrastaron con el pasado colonial y feudal. El gobierno estableció un sistema de atención médica de bases populares como un paso en la búsqueda de una nueva identidad nacional y trató de revitalizar la medicina tradicional haciendo grandes inversiones en medicina tradicional para tratar de desarrollar atención médica asequible e instalaciones de salud pública. El Ministerio de Salud dirigió la atención médica en toda China y estableció unidades de atención primaria. Los médicos chinos capacitados en medicina occidental debían aprender medicina tradicional, mientras que los curanderos tradicionales recibían capacitación en métodos modernos. Esta estrategia tenía como objetivo integrar los conceptos y métodos médicos modernos y revitalizar los aspectos apropiados de la medicina tradicional. Esto tuvo como resultado que la medicina tradicional china fuera recreada en respuesta a la medicina occidental.
En 1968, el PCCh apoyó un nuevo sistema de atención médica para las zonas rurales. A las aldeas se les asignó un médico descalzo (personal médico con conocimientos y habilidades médicas básicas para tratar enfermedades menores) responsable de la atención médica básica. El personal médico combinó los valores de la China tradicional con métodos modernos para brindar atención médica y de salud a los agricultores pobres en áreas rurales remotas. Los médicos descalzos se convirtieron en un símbolo de la Revolución Cultural, por la introducción de la medicina moderna en los pueblos donde se utilizaban solamente los servicios de la medicina tradicional china.
En la segunda década del siglo XXI, el secretario general del Partido Comunista Chino, Xi Jinping, respaldó firmemente la TCM, calificándola de ser una "gema". En mayo de 2011, con el fin de promover la MTC en todo el mundo, China firmó acuerdos de asociación de MTC con más de 70 países. Su gobierno presionó para aumentar su uso y el número de médicos capacitados en MTC y anunció que ya no se exigiría a los estudiantes de MTC que aprobaran exámenes de medicina occidental. Sin embargo, los científicos e investigadores chinos expresaron su preocupación de que el entrenamiento y las terapias de la medicina tradicional china recibieran el mismo apoyo que la medicina occidental. También criticaron una reducción en las pruebas gubernamentales y la regulación de la producción de productos usados en la TCM, algunos de los cuales son tóxicos. Los censores del gobierno han eliminado del internet las publicaciones que cuestionan o critican la medicina tradicional china.

### Hong Kong
Al comienzo de la apertura de Hong Kong, la medicina occidental aún no era popular y los médicos occidentales eran en su mayoría extranjeros; los residentes locales dependían principalmente de los practicantes de medicina china. En 1841, el gobierno británico de Hong Kong emitió un anuncio comprometiéndose a gobernar a los residentes de Hong Kong de acuerdo con todos los rituales, costumbres y derechos de propiedad legal privados originales. Como la medicina tradicional china siempre se había utilizado en China, el uso de la medicina tradicional china no estaba reglamentado.
El establecimiento en 1870 del Hospital Tung Wah fue el primer uso de la medicina china para el tratamiento en hospitales chinos que brindan servicios médicos gratuitos. Como la promoción de la medicina occidental por parte del gobierno británico comenzó en 1940, la medicina occidental comenzó también a ser popular entre la población de Hong Kong. En 1959, Hong Kong había investigado la viabilidad el uso de la medicina tradicional china para reemplazar la medicina occidental.

## Críticas y efectividad
Los historiadores de la ciencia han convertido el estudio de la medicina en la China tradicional en un campo casi independiente con sus propias asociaciones académicas, revistas, programas de posgrado y debates entre ellos. Muchos distinguen la "medicina en la China tradicional" de la actual Medicina Tradicional China (MTC), que tomó elementos de textos y prácticas tradicionales para construir un cuerpo sistemático. Paul Unschuld, por ejemplo, ve una "separación entre la TCM y sus orígenes históricos". Afirma que lo que hoy es llamado "Medicina Tradicional China" y se practica actualmente en China y Occidente no tiene miles de años, sino que se construyó recientemente utilizando términos tradicionales seleccionados, algunos de los cuales se han sacado de contexto, y otros son mal interpretados. Ha criticado los libros populares chinos y occidentales por hacer un uso selectivo de la evidencia, eligiendo solo aquellas obras o partes de obras históricas que parecen conducir a la medicina moderna, ignorando aquellos elementos que hoy carecen de efectividad aparente.
En junio de 2019, la Organización Mundial de la Salud incluyó la medicina tradicional china en un compendio de diagnóstico global, pero un portavoz afirmó que esto "no respaldaba la validez científica de ninguna práctica de medicina tradicional ni la eficacia de ninguna intervención de medicina tradicional".
La TCM también ha sido controvertida dentro de China. En 2006, el filósofo chino Zhang Gongyao provocó un debate nacional con un artículo titulado "Adiós a la medicina tradicional china", argumentando que la MTC era una pseudociencia que debería abolirse en la sanidad pública y el mundo académico. Sin embargo, el gobierno chino adoptó la postura de que la MTC es una ciencia y continuó alentando su desarrollo.
Existen preocupaciones sobre una serie de plantas, partes de animales y compuestos minerales chinos potencialmente tóxicos, así como sobre la facilitación de la transmisión de enfermedades. Los animales traficados y criados en granjas utilizados en la medicina tradicional china son una fuente de varias enfermedades zoonóticas potencialmente mortales.
Existen también preocupaciones sobre la caza y comercio ilegal de especies en peligro de extinción, como por ejemplo rinocerontes, tigres, y saigas. Así como por el maltrato de los animales especialmente criados para extraer ingredientes, como por ejemplo los osos a los que se les extrae bilis.

### Ausencia de evidencia científica
El equipo de estudio de la medicina tradicional de la Sede Central de la OMS dejó claro mediante un informe que la medicina china tradicional carecía de base científica comprobada:  “En general, el uso cada vez mayor de la Medicina Tradicional /medicina china tradicional no viene acompañado de un aumento en la cantidad, la calidad o la accesibilidad a evidencias o estudios clínicos que permitan respaldar las propiedades que la Medicina Tradicional /medicina china tradicional atribuye a sus tratamientos”.
Un artículo editorial de 2007 de la revista Nature afirmó que la medicina tradicional china "sigue siendo poco investigada y respaldada, y que la mayoría de sus tratamientos no tienen un mecanismo de acción lógico". Y la describió como una disciplina "cargada de pseudociencia". Los críticos aducen que la teoría y la práctica de la MTC no tienen base en la ciencia moderna, y los profesionales de la MTC no se ponen de acuerdo sobre qué diagnósticos y tratamientos se deben usar para una persona o dolencia determinada.
Una revisión de la literatura en 2008 encontró que los científicos "aún no pueden encontrar ni una pizca de evidencia" de acuerdo con los estándares de la medicina basada en la ciencia para conceptos chinos tradicionales como qi, meridianos y puntos de acupuntura, y que el los principios tradicionales de la acupuntura tienen profundas falencias conceptuales. "Los puntos de acupuntura y los meridianos no son una realidad", continuó la revisión, sino que son "simplemente el producto de una antigua filosofía china".
Una revisión de 2012 que hizo una revisión del análisis de costo-efectividad de la MTC encontró que los estudios tenían bajos niveles de evidencia, y que no mostraban resultados beneficiosos. La investigación farmacéutica sobre el potencial para crear nuevos medicamentos a partir de remedios tradicionales ha tenido también pocos resultados exitosos. Los defensores sugieren que hasta ahora la investigación ha pasado por alto características clave del arte de la medicina tradicional china, como las interacciones desconocidas entre varios ingredientes y sistemas biológicos interactivos complejos. Uno de los principios básicos de la MTC es que la energía vital del cuerpo (ch'i o qi) circula a través de canales llamados meridianos que tienen ramas conectadas a órganos y funciones corporales. sin embargo el concepto de energía vital es pseudocientífico, y las investigaciones científicas no ha encontrado ninguna prueba histológica o fisiológica que respalde los conceptos tradicionales chinos de qi, o meridianos.

### Riesgos a la salud por consumo de productos a base de plantas
Un problema que resulta especialmente grave en las hierbas procedentes de la medicina tradicional china es la adición de fármacos a hierbas medicinales. De 2609 muestras de medicinas chinas recogidas desde ocho hospitales en Taiwán, el 23,7 % contenía fármacos, principalmente cafeína, paracetamol, indometacina, hidroclorotiazida, y prednisolona, antiinflamatorios no esteroideos y benzodiazepinas. Por su gran distribución fuera de Asia, destacan la hierba del milagro, Tung Shueh, y Chuifong Toukuwan. En esta última se han detectado una gran variedad de fármacos como fenilbutazona, indometacina, hidroclorotiazida, clordiazepoxido, diazepam, corticoesteroides, diclofenaco, ácido mefenámico y dexametasona.
Asimismo, se han notificado en los productos a base de plantas medicinales problemas de confusión entre unas plantas y otras, además de contaminación con pesticidas, metales pesados y medicamentos.
Está extendida la falsa creencia de que los productos a base de plantas son inocuos e incluso ventajosos por su supuesto carácter "natural", un razonamiento poco compatible con el hecho de que su efecto terapéutico se atribuya a su contenido en principios activos con actividad farmacológica. Esta falsa percepción se basa en la tradición de su uso en lugar de en estudios sistemáticos que evalúen su seguridad, que por lo general no existen. Sin estos estudios, únicamente pueden ser detectados aquellos riesgos evidentes, muy frecuentes y de ocurrencia inmediata. Tóxicos y venenos, como pueden ser la cicuta, el cianuro, las toxinas de las setas venenosas y el veneno de escorpión, son productos tan naturales como la miel de abeja.
Como cualquier medicamento, las plantas pueden provocar reacciones adversas, intoxicación por sobredosis o interacciones perniciosas con otras sustancias. Se han descrito interacciones de relevancia clínica entre plantas y medicamentos, por lo que resulta imprescindible comunicar al médico el consumo de preparados naturales. Es necesario el mismo control médico estricto con las plantas medicinales que con los medicamentos de síntesis.
En muchos países, existe una gran preocupación entre las autoridades sanitarias respecto al uso racional y seguro de los productos a base de plantas medicinales. Esto se debe a que las normativas y los registros no están bien desarrollados, por lo que no se puede asegurar la calidad ni la seguridad de esos productos. En 2012, la Autoridad Europea de Seguridad Alimentaria (EFSA, por sus siglas en inglés) publicó un compendio de especies vegetales que contienen sustancias de posible riesgo o preocupación para la salud humana cuando son utilizadas en alimentos o complementos alimenticios, que actualiza un listado previo de abril de 2009.
Existen importantes problemas en la estandarización de los principios activos. No se sabe en qué proporción una sustancia activa u otras contenidas en la planta son las responsables de los efectos, incluso cuando se intenta asegurar el contenido mínimo o máximo de una sustancia determinada. Otro inconveniente radica en la gran variabilidad de contenido en principio activo (la cual no es posible controlar) y que se repite en múltiples ocasiones.

### Estrategia de la OMS sobre medicina tradicional
La estrategia de la OMS sobre medicina tradicional y complementaria (dentro de la cual engloba a la medicina china tradicional) para los años 2014-2023 tiene como objetivo prestar apoyo a los Estados miembros para que estos:
- Aprovechen las contribuciones potenciales de la medicina tradicional y complementaria a la salud y el bienestar.
- Promuevan la utilización segura y eficaz de la medicina tradicional y complementaria a través de la reglamentación y la investigación, así como mediante la incorporación de productos, profesionales y prácticas en los sistemas de salud.

Dicha estrategia está orientada a profundizar la estrategia anterior de la OMS sobre medicina tradicional (2002-2005), que estableció cuatro objetivos básicos:
- Política: cuando sea posible, integrar la medicina tradicional en los sistemas nacionales de salud mediante el desarrollo y la aplicación de políticas y programas nacionales sobre medicina tradicional.
- Seguridad, eficacia y calidad: promover la seguridad, eficacia y calidad de la medicina tradicional mediante la ampliación de la base de conocimientos y la prestación de asesoramiento sobre normas reglamentarias y de garantía de la calidad.
- Acceso: mejorar la disponibilidad y asequibilidad de la medicina tradicional, y especialmente el acceso de las personas pobres.
- Uso racional: promover el uso terapéutico racional de la medicina tradicional entre los profesionales y los usuarios.

La inclusión por parte de la OMS de la medicina tradicional china en la undécima edición de la Clasificación Internacional de Enfermedades (CIE) ha causado gran polémica. Ya que si bien la OMS, por medio de sus portavoces, afirma que la inclusión de los métodos de diagnóstico de la MTC en el CIE-11 “no es un respaldo a la validez científica de ninguna práctica de medicina tradicional, ni de la eficacia de ninguna intervención de la medicina tradicional", sectores médicos y científicos están en desacuerdo y criticaron fuertemente la decisión. Por ejemplo: La revista Scientific American en un editorial contundente calificó el hecho como "un lapso atroz en el pensamiento y la práctica basados en la evidencia”. Así mismo, el Dr. Arthur Grollman, profesor de ciencia y medicina farmacológica en la Universidad de Stony Brook en Nueva York, afirmó que la inclusión “conferirá legitimidad a terapias no probadas y aumentará considerablemente los costos de la atención médica”.

## Extinción de especies por la demanda de la medicina china tradicional

Reducción extrema de la distribución del rinoceronte de Java debido a la demanda de cuernos.

La fitoterapia china es una rama muy importante de la MTC. Alrededor de un 85 % de los compuestos usados en esta rama se basa en plantas y vegetales, pero pueden encontrarse textos referentes como el Bencao Gangmu o La materia médica de los granjeros divinos que hacen referencia a partes de animales, minerales y componentes químicos como el plomo u otros. La fitoterapia china actual se nutre de un gran número de fuentes étnicas como folclóricas, además de los estudios realizados durante más de dos milenios por médicos practicantes de la materia médica.
La Medicina Tradicional China, por el enorme número de personas que la practican y el creciente poder adquisitivo de la clase media en Asia, se ha convertido en el principal motor del furtivismo sobre algunas especies muy amenazadas en todo el mundo. Un estudio realizado por The Ta Fundation en el que se encuestó a 1892 médicos de 27 ciudades de la República China, concluye que el 21 % apoya el uso de partes de animales, mientras que el 77 % restante cree que debe cesar debido al maltrato animal que esto comporta y el importante impacto medioambiental.
Para paliar este impacto medioambiental, en 1993 el Consejo de Estado de China prohibió la venta de huesos de tigre y cuernos de rinoceronte, pero esta medida no fue suficiente. Algunas farmacéuticas incluso están desarrollando componentes sintéticos imitando los supuestos principios activos de las partes animales en cuestión, así por ejemplo, puede encontrarse hoy en día hueso de tigre en polvo y bilis de oso sintéticos.
Algunas de las especies más afectadas por el furtivismo alimentado por la Medicina Tradicional China son:

### Rinocerontes

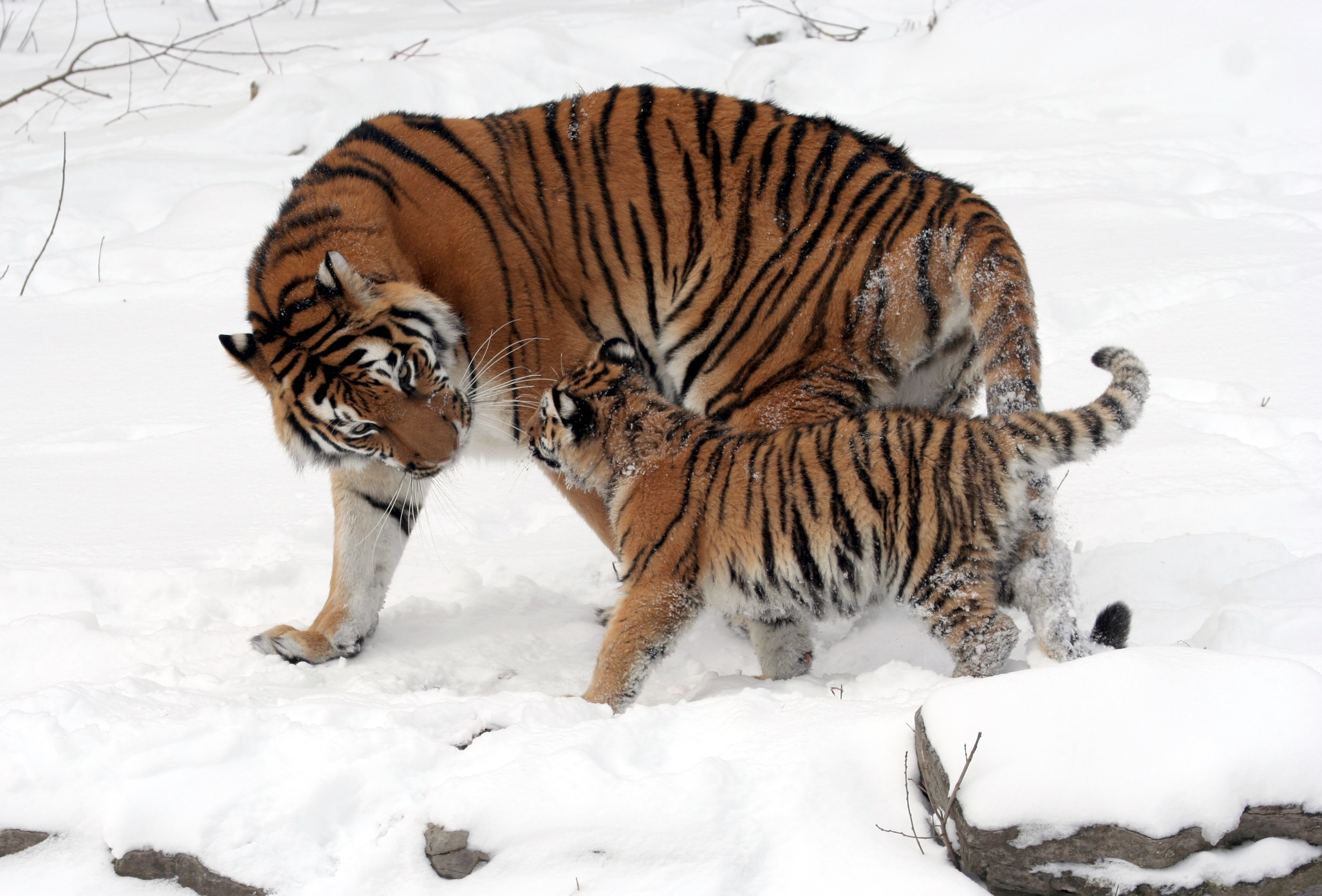
Hembra y cachorro de tigre siberiano, una de las subespecies de tigre más amenazadas por la caza furtiva debido a la demanda de la Medicina Tradicional China.

El cuerno de rinoceronte es un ingrediente en la Medicina Tradicional China, a pesar de que no tiene ningún valor terapéutico real, al estar formado por la misma proteína, la queratina, que forma las uñas y el pelo de todos los mamíferos, incluido el hombre. Consumir cuerno de rinoceronte tiene el mismo poder curativo que morderse las uñas, es decir, ninguno, algo que ha sido puesto de manifiesto en una campaña de concienciación de 2016. Las cinco especies de rinocerontes del planeta han sido conducidas al borde de la extinción principalmente por la demanda de cuernos en China y Vietnam. Los últimos años han sido críticos para las poblaciones tanto asiáticas como africanas de rinocerontes. En 2011 el rinoceronte negro occidental fue declarado extinto debido a la caza furtiva.
En Asia, la subespecie continental del rinoceronte de Java (Rhinoceros sondaicus annamiticus) también fue declarada extinta en octubre de 2011, cuando la WWF emitió un comunicado de prensa en el que informaba de la extinción del rinoceronte de Java en Vietnam, su último refugio.
Si la demanda de cuernos en China continúa, los rinocerontes en estado salvaje tienen muy pocas probabilidades de supervivencia a corto plazo, ya que la cantidad de animales sacrificados al año ha pasado de alrededor de una decena de animales en el año 2000 a más de 1400 ejemplares cada año en 2015, lo cual representa un ritmo de extracción insostenible. Disponer de cuerno de rinoceronte como medicina se ha convertido en un símbolo de estatus social entre los hombres de negocios de China y Vietnam, y la demanda ha subido tanto que un cuerno podía alcanzar precios de entre 30 000 y 40 000 dólares en 2017. Esta demanda ha disparado la caza furtiva hasta el punto de que en febrero de 2017 se asaltó un orfanato de rinocerontes donde murieron dos crías que habían perdido a sus madres por el furtivismo, resultando muerto uno de los ejemplares durante el asalto y teniendo que ser sacrificado el superviviente por las graves heridas sufridas durante la amputación de su incipiente cuerno. En marzo de 2017 un rinoceronte fue abatido por primera vez en un zoológico europeo, concretamente en el de París, para arrancarle el cuerno tras recibir tres tiros en la cabeza. En ese mismo mes se reportó la muerte de 13 rinocerontes en Sudáfrica en menos de 24 horas, lo que indica que, de no reducirse la demanda, la extinción de estos animales en la naturaleza va a ocurrir en cuestión de muy pocos años.

### Tigre

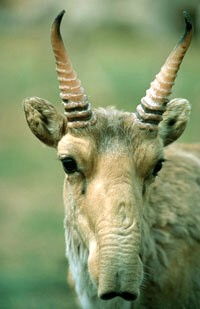
A medida que las poblaciones de rinoceronte se van extinguiendo, aumenta la demanda de cuerno de saiga como sustituto. Decenas de miles de machos han sido abatidos por los furtivos en las últimas décadas para abastecer la demanda de la Medicina China Tradicional.

Diversas partes del tigre, tales como huesos, ojos, bigotes y dientes, se utilizan para tratar dolencias y enfermedades que van desde el insomnio y la malaria a la meningitis y la dermatitis. Como ocurre en el caso del cuerno de rinoceronte, estos tratamientos no tienen base científica, ya que la composición de los huesos, bigotes o dientes de un tigre no difiere en absoluto de la de humanos, perros o cabras. Precisamente porque su composición química es idéntica a la de otros mamíferos, a menudo es difícil para las autoridades internacionales identificar algunos restos de tigre ya preparados, a no ser que se utilicen análisis de ADN.
En los últimos años el resurgimiento del interés por los valores tradicionales y remedios derivados de la naturaleza en la cultura china ha agravado aún más la situación, ya que el uso de partes del tigre como medicamento se ha convertido en un símbolo de estatus social.
La demanda de partes de tigre de la medicina china tradicional se ha convertido, junto a la destrucción de hábitats, en la principal razón de que el tigre sea hoy una especie en peligro crítico de extinción. Si la caza furtiva para abastecer esta demanda continúa al ritmo actual, los investigadores predicen que muchas, si no todas, las poblaciones de tigre serán eliminadas en los próximos años.

### Saiga
La medicina china tradicional atribuye al cuerno de antílope saiga propiedades similares a las del cuerno de rinoceronte. La composición del cuerno de saiga es idéntica a la de los cuernos de carneros y cabras. En 1990 más de un millón de saigas recorrían las estepas de Asia Central. Cuando la escasez de cuernos de rinoceronte aumentó el precio del cuerno de saiga en China, se empezaron a matar decenas de miles de ejemplares. Para 2004 ya no quedaban más de 40 000 saigas en el planeta. La caza furtiva de saigas machos para abastecer de cuernos a la Medicina Tradicional China ha convertido al saiga en una especie en peligro crítico de extinción. El kilo de cuernos se llega a cotizas en China hasta en 5000 dólares estadounidenses por lo que la caza furtiva continúa.

### Otras especies amenazadas de extinción por la medicina china tradicional
Numerosas especies son objeto de furtivismo a causa de la gran demanda alimentada por la medicina china tradicional. Lo cual a menudo las lleva a la extinción, o las pone en peligro de ello. Entre estas especies se encuentran el pangolín, el león asiático, la bahaba, la totoaba y la vaquita marina.
Esto forma parte de un patrón el que se observan casos de furtivismo a gran escala directamente relacionados también a otras tradiciones chinas a medida que el poder adquisitivo de la sociedad china aumenta. Estos afectan a diversas especies. Como por ejemplo los elefantes —por el marfil— y los tiburones —por sus aletas—, animales que están siendo extraídos de la naturaleza a un ritmo creciente e insostenible.

## Base conceptual, metodología y prácticas

### Diagnóstico
Los aspectos básicos a considerar en un diagnóstico con la medicina tradicional china son:
- Observar al paciente con atención.
- Escuchar y oler.
- Preguntar sobre el historial del paciente.
- Hacer la toma de su pulso (pulsología —se toman 3 diferentes pulsos en cada muñeca—).

A partir de la información reunida de esta forma por el terapeuta, se elabora un diagnóstico, usando como referencia, un sistema para clasificar los síntomas presentados. Este sistema se basa en el conocimiento de los principios teóricos siguientes:
- La relación dialéctica y de retroalimentación del Yin/Yang.
- La Wu Xing o Teoría de los 5 Elementos.
- Los Ocho Principios del Ba Gua.
- La doctrina zang-fu, la doctrina de los órganos (zang) y las vísceras (fu).
- Los meridianos o canales -o king de chi o qi (energía).
- Los PA (puntos acupunturales) o xue.
- Los seis niveles.
- Los cuatro períodos.
- El triple calentador.

#### Técnicas de diagnóstico

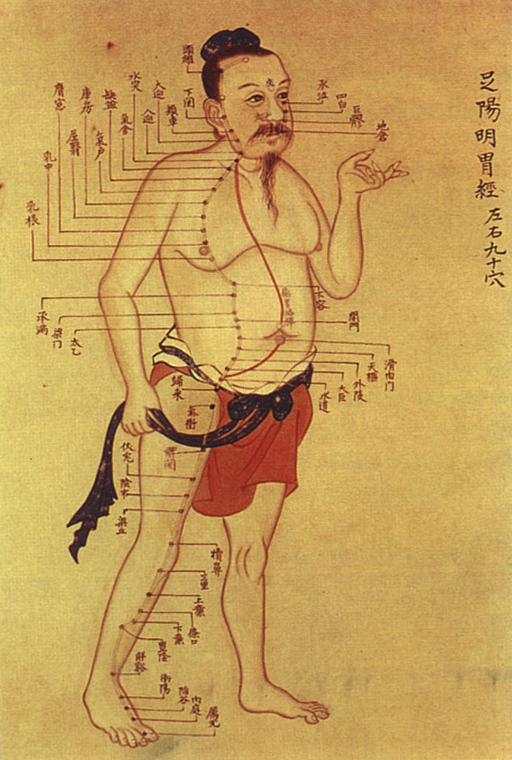
Meridianos.

- Toma del pulso de la arteria radial del paciente en seis posiciones distintas para evaluar el flujo de la energía en cada meridiano.
- Observación de la cara del paciente.
- Observación del aspecto de los ojos del paciente.
- Observación del aspecto de la lengua del paciente.
- Observación superficial de los oídos del paciente.
- Escucha atenta del sonido de la voz del paciente.
- Palpación del cuerpo del paciente, especialmente del abdomen.
- Comparación de la temperatura en diversas partes del cuerpo del paciente.
- Comprobación de la vena del dedo como indicador en niños pequeños.
- En general todo aquello que pueda ser observado, sin uso de instrumental que pueda herir al paciente, como tener una conversación, detallando el paciente una descripción actual de su salud y sus problemas más importantes.

Para trabajar con los sistemas diagnósticos de la medicina tradicional china, es necesario desarrollar la capacidad de observar aspectos sutiles, para poder captar aquellos aspectos del paciente, que se le escapan a la observación de la mayoría de la gente. Cada vez más, la diagnosis en medicina tradicional china utiliza los métodos de diagnóstico basados en la evidencia para evaluar lo que sucede a los pacientes.

### Concepción de la patología

#### Enfermedades internas
Según la medicina tradicional china, las enfermedades internas tienen como causa desequilibrios internos, como por ejemplo las emociones y falta de reposo.

#### Enfermedades externas
En la visión de la medicina tradicional china, las enfermedades externas tienen como causa la penetración de factores externos (agentes Xie Qi negativos) en el organismo:
- Frío / calor
- Humedad / sequedad
- Viento

### Signos, síntomas y síndromes
- Signos clínicos: observables de forma objetiva (cara, lengua, pulso).
- Síntomas: es un signo manifestado por el paciente y sujeto a su interpretación subjetiva.
- Síndromes: son conjuntos de signos y síntomas.

#### Síndromes generales
Conjunto de síntomas que señalan respecto a la totalidad del organismo y de ningún órgano concreto en especial:

##### Respecto al Qi
- Insuficiencia de Qi.
- Hundimiento de Qi.
- Bloqueo de Qi.
- Qi Rebelde.

##### Respecto a la sangre
- Insuficiencia de sangre.
- Estasis de sangre.
- Calor en la sangre.
- Pérdida de sangre.

##### Respecto a otros humores orgánicos
- Insuficiencia de humores.
- Acumulación de humores (edemas, etc.).
- Cúmulo de Tan (flemas y otros residuos).

##### Respecto alJing (esencia)
- Insuficiencia de Jing prenatal (Cielo anterior).
- Insuficiencia de Jing postnatal (Cielo posterior).

##### Respecto a Yin/Yang
- Insuficiencia o colapso de Yang.
- Insuficiencia o colapso de Yin.

##### Respecto a factores patógenos
- Calor (también fuego).
- Frío.
- Humedad.
- Sequedad.
- Viento.

##### Combinaciones varias
Sobre todo del último grupo. Por ejemplo: viento-frío, calor-humedad, viento-calor-sequedad, tan-fuego, calor arriba-frío abajo, estasis de sangre por calor en la sangre, etc.

#### Signos y síntomas orgánicos
Conjunto de los signos y síntomas que se refieren a la perturbación de alguno de los órganos principales, y la relación de cada uno de ellos con una emoción:
- Bazo y páncreas - Preocupación.
- Pulmón - Tristeza.
- Corazón - Alegría.
- Hígado - Ira.
- Riñón - Miedo.
- Estómago - Confusión.

### Técnicas terapéuticas

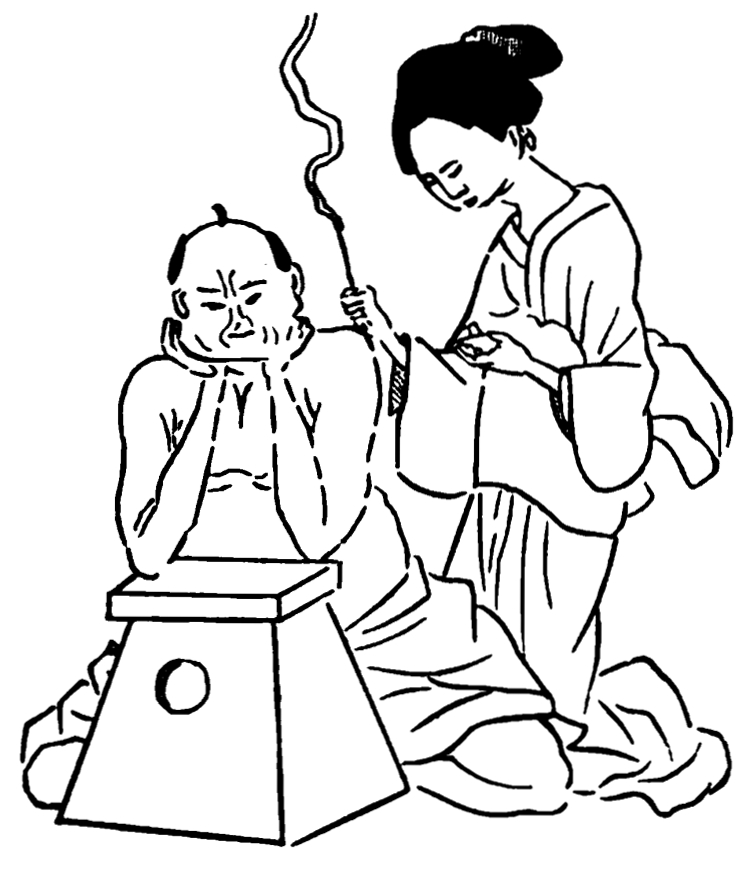
Aplicación de la moxibustión.

Son los siete métodos de tratamiento principales de la medicina tradicional china:
- Tui na o tuina.
- Acupuntura.
- Moxibustión.
- Ventosaterapia.
- Fitoterapia china o materia médica china (incluye plantas, minerales y animales).
- Dietética china.
- Prácticas físicas: ejercicios integrados en prácticas de meditación relacionadas con la respiración y la circulación de la energía, como el chi kung (o qigong), o el tai chi chuan, y otras artes marciales chinas que puedan contribuir al reequilibrio del organismo. Estas prácticas se consideran, simultáneamente, como métodos de profilaxis para el mantenimiento de la salud, y como formas de actuación para recuperarla y a su vez también sirve para combatir ciertas enfermedades, como por ejemplo taquicardia y diabetes mellitus.

- La auriculoterapia (acupuntura de la oreja)
  - La moxibustión.
  - Las ventosas.
  - Las agujas LUO.
  - La manopuntura.
  - La rinofaciopuntura.
  - La craneopuntura.
  - El martillo de siete puntas o ‘flor de ciruelo’.
  - La digitopuntura.
  - La sangría.
  - Las agujas akebane.

El objetivo de estas técnicas es activar el flujo de las energías y la sangre dentro de los meridianos, reducir el dolor y solucionar disfunciones y bloqueos «energéticos» que producen la pérdida de la salud.
Por otra parte, los chinos conocían ya y practicaban la vacuna de variolación o inoculación contra la viruela desde el siglo X, y esta práctica se extendió hacia al oeste y en Turquía fue donde la conoció lady Mary Montagu.

### Citas
- Andrews, Bridie (2013a). «The Republic of China».  En Hinrichs, T. J.; Barnes, Linda L., eds. Chinese Medicine and Healing: An Illustrated History. Cambridge, MA: Belknap Press of Harvard University Press. ISBN 9780674047372.
- ———— (2013b). The Making of Modern Chinese Medicine. Vancouver, BC: UBC Press. ISBN 978-0774824323.
- Aung SK, Chen WP (2007). Clinical introduction to medical acupuncture. Thieme Mecial Publishers. ISBN 978-1-58890-221-4.
- Borowy, Iris, ed. (2009). Uneasy Encounters: The Politics of Medicine and Health in China, 1900-1937. Frankfurt am Maim; New York, NY: Peter Lang. ISBN 9783631578032.
- Hinrichs, T. J. (2005). «Healing and Medicine in China».  En Jones, Lindsay, ed. Healing and Medicine 6. Detroit, MI: Macmillan Reference USA. pp. 3859-3864.
- Hinrichs, T. J.; Barnes, Linda L., eds. (2013). Chinese Medicine and Healing: An Illustrated History. Cambridge, MA: Belknap Press of Harvard University Press. ISBN 9780674047372.
- Johnson, Ian (2021). «Chinese Medicine in the Covid Wards». New York Review of Books 68 (17). Review of Liu Lihong Classical Chinese Medicine (below). Also free online at China File Chinese Medicine in Covid Wards Archivado el 15 de diciembre de 2022 en Wayback Machine..
- Lei, Sean Xianglin (2014). Neither Donkey nor Horse: Medicine in the Struggle over China's Modernity. Chicago: University of Chicago. ISBN 9780226169880.
- Novella S (25 de enero de 2012). «What Is Traditional Chinese Medicine?». Science-Based Medicine. Consultado el 14 de abril de 2014.
- Singh S, Ernst E (2008). Trick or Treatment: Alternative Medicine on Trial. London: Bantam. ISBN 978-0593061299.
- Sivin, Nathan (1988). «Science and Medicine in Imperial China—the State of the Field». The Journal of Asian Studies 47 (1): 41-90. JSTOR 2056359. PMID 11617269. S2CID 26443679. doi:10.2307/2056359.
- Taylor, Kim (2005). Chinese Medicine in Early Communist China, 1945-63 A Medicine of Revolution. London, England; New York, NY: RoutledgeCurzon. ISBN 041534512X.
- Unschuld, Paul U. (1985). Medicine in China: A History of Ideas. Berkeley: University of California Press. ISBN 9780520266131.
- —— (1988). «[Review] Liu Yanchi. The Essential Book of Traditional Chinese Medicine, trans. Fang Tingyu and Chen Laidi, vol. 1, "Theory", ed. Kathleen Vian and Peter Eckman». Bulletin of the History of Medicine 62 (4): 647-649. JSTOR 44443097.
- Watt, John R. (2014). Saving Lives in Wartime China: How Medical Reformers Built Modern Healthcare Systems Amid War and Epidemics, 1928-1945. Boston;Leiden: Brill. ISBN 9789004256453.
- Wiseman N, Ellis A (1996). Fundamentals of Chinese medicine. Paradigm Publications. ISBN 978-0-912111-44-5.
- Xu, Juncai; Xia, Zhijie (2019). «Traditional Chinese Medicine (TCM) – Does Its Contemporary Business Booming and Globalization Really Reconfirm Its Medical Efficacy & Safety?». Medicine in Drug Discovery 1: 100003. S2CID 198835183. doi:10.1016/j.medidd.2019.100003.